# Shikinami (tàu khu trục Nhật) (1929)
Shikinami (tiếng Nhật: 敷波) là một tàu khu trục hạng nhất của Hải quân Đế quốc Nhật Bản, thuộc lớp Fubuki bao gồm hai mươi bốn chiếc, được chế tạo sau khi Chiến tranh Thế giới thứ nhất kết thúc. Khi được đưa vào hoạt động, những con tàu này là những tàu khu trục mạnh mẽ nhất thế giới. Chúng phục vụ như những tàu khu trục hàng đầu trong những năm 1930, và tiếp tục là những vũ khí lợi hại trong cuộc Chiến tranh Thái Bình Dương. Shikinami là một cựu binh từng tham gia nhiều trận chiến trong những năm đầu tiên của chiến tranh, và đã bị tàu ngầm Mỹ Growler đánh chìm trong biển Nam Trung Quốc, phía Nam Hong Kong, vào ngày 12 tháng 9 năm 1944]] trong Chiến tranh Thế giới thứ hai.

## Thiết kế và chế tạo
Việc chế tạo lớp tàu khu trục Fubuki tiên tiến được chấp thuận vào năm tài chính 1923 như một phần của chương trình có tham vọng cung cấp cho Hải quân Đế quốc Nhật Bản một ưu thế về chất lượng so với những tàu chiến hiện đại nhất của thế giới. Khả năng thể hiện của lớp Fubuki là một bước nhảy vọt so với các thiết kế tàu khu trục trước đó, nên chúng được gọi là các "tàu khu trục đặc biệt" (tiếng Nhật: 特型 - Tokugata). Kích thước lớn, động cơ mạnh mẽ, tốc độ cao, bán kính hoạt động lớn và vũ khí trang bị mạnh chưa từng có khiến cho các tàu khu trục này có được hỏa lực tương đương nhiều tàu tuần dương hạng nhẹ của hải quân các nước khác. Shikinami, được chế tạo tại xưởng hải quân Maizuru, là chiếc thứ hai của một loạt tàu được cải tiến, bao gồm kiểu tháp pháo có thể nâng các khẩu pháo chính 127 mm (5 inch)/50 caliber Kiểu 3 lên một góc 75° so với nguyên thủy 40°, cho phép sử dụng chúng như pháo lưỡng dụng có thể chống lại máy bay.
Shikinami được đặt lườn vào ngày 6 tháng 7 năm 1928. Nó được hạ thủy vào ngày 22 tháng 6 năm 1929 và đưa ra hoạt động vào ngày 24 tháng 12 năm 1929. Nguyên được dự định mang số hiệu đơn giản là "Tàu khu trục số 46", nó được hoàn tất dưới tên gọi Shikinami.
Sự cố đối với Hạm đội 4 Hải quân Đế quốc Nhật Bản, khi một số lớn tàu chiến bị hư hại bởi một cơn bão, xảy ra không lâu sau khi Shikinami được đưa vào hoạt động, và nó cùng với các tàu chị em nhanh chóng được cho quay trở lại ụ tàu để gia cường thêm lườn tàu.

## Lịch sử hoạt động
Khi hoàn tất, cùng với các tàu khu trục chị em Uranami, Ayanami và Isonami, Shikinamiđược phân về Hải đội Khu trục 19 thuộc Hạm đội 2 Hải quân Đế quốc Nhật Bản. Trong cuộc Chiến tranh Trung-Nhật, từ năm 1937, Isonami hỗ trợ cho các cuộc đổ bộ lực lượng Nhật Bản lên Thượng Hải và Hàng Châu. Từ năm 1940, nó được phân công tuần tra dọc theo bờ biển và hỗ trợ cho việc đổ bộ lên miền Nam Trung Quốc.
Vào lúc xảy ra cuộc tấn công Trân Châu Cảng, Shikinami được phân về Hải đội Khu trục 19 thuộc Đội khu trục 3 của Hạm đội 1 Hải quân Đế quốc Nhật Bản, và được bố trí từ Quân khu Hải quân Kure đến cảng Samah trên đảo Hải Nam để hỗ trợ cho các chiến dịch đổ bộ lực lượng Nhật Bản lên Malaya. Trong tháng 1 và tháng 2 năm 1942, nó được phân công hộ tống chiếc tàu sân bay Ryūjō tiến hành các cuộc không kích trong biển Java.
Trong trận chiến eo biển Sunda vào ngày 1 tháng 3, mặc dù tham chiến trễ, Shikinami cũng đã góp phần khi bắn loạt ngư lôi sau cùng, đánh chìm tàu tuần dương hạng nặng Mỹ USS Houston. Nó tham gia hộ tống các đoàn tàu vận tải chuyển binh lính từ Sài Gòn đến Rangoon cho đến hết tháng 3. Từ ngày 13 đến ngày 22 tháng 4, nó đi ngang qua Singapore và vịnh Cam Ranh quay trở về Xưởng hải quân Kure để bảo trì.
Vào ngày 4-5 tháng 6, Shikinami tham gia trận Midway trong thành phần lực lượng chính của Đô đốc Yamamoto Isoroku. Đến tháng 7 năm 1942, Shikinami lên đường từ Amami-Oshima đến quân khu bảo vệ Mako, Singapore, Sabang và Mergui nhằm chuẩn bị cho một cuộc không kích Ấn Độ Dương thứ hai. Kế hoạch này bị hủy bỏ do việc lực lượng Đồng Minh đổ bộ lên Guadalcanal, và Shikinami được gửi đến Truk, và đến nơi vào cuối tháng 8. Trong trận chiến Đông Solomon vào ngày 24 tháng 8, Shikinami hộ tống cho nhóm tiếp tế hạm đội đi đến Guadalcanal, và sau đó nó được sử dụng cho nhiều nhiệm vụ "Tốc hành Tokyo", những chuyến đi vận chuyển tốc độ cao, đến nhiều địa điểm khác nhau trong khu vực quần đảo Solomon trong tháng 10 và tháng 11. Trong trận Hải chiến Guadalcanal thứ hai vào các ngày 14-15 tháng 11 năm 1942, Shikinami được phân về lực lượng tuần tiễu dưới quyền chỉ huy của Chuẩn Đô đốc Shintarō Hashimoto trên chiếc tàu tuần dương hạng nhẹ Sendai. Shikinami sống sót qua trận chiến này mà không bị hư hại, và quay trở về Kure vào cuối năm.
Vào tháng 1 năm 1943, Shikinami hộ tống một đoàn tàu vận tải chuyển binh lính từ Pusan đến Palau và đến Wewak. Cho đến hết tháng 2, nó tuần tra ngoài khơi khu vực Truk và Rabaul. Đến ngày 25 tháng 2, Shikinami được phân về Hạm đội 8 Hải quân Đế quốc Nhật Bản. Trong Trận chiến biển Bismarck vào các ngày 1-4 tháng 3, Shikinami hộ tống một đoàn tàu vận tải chuyển binh lính từ Rabaul đến Lae. Nó sống sót qua cuộc không kích của lực lượng Đồng Minh vào ngày 3 tháng 3, vốn đã đánh chìm tàu khu trục chị em Shirayuki, và đã vớt được Chuẩn Đô đốc Masatomi Kimura cùng những người sống sót khác. Sau khi quay trở về Kure một thời gian ngắn trong tháng 3, Shikinami tiếp tục phục vụ trong vai trò hộ tống và vận chuyển tại khu vực quần đảo Solomon và New Guinea cho đến cuối tháng 10 năm 1943.
Vào cuối tháng 10 năm 1943, Shikinami được tái trang bị tại Singapore, rồi sau đó được phân công hộ tống các đoàn tàu vận tải đi lại giữa Singapore, Surabaya và Balikpapan cho đến hết năm. Vào cuối tháng 1 năm 1944, Shikinami hộ tống các tàu tuần dương Aoba, Ōi, Kinu và Kitakami trong một chuyến đi tiếp liệu đến quần đảo Andaman, và sau đó đã kéo chiếc Kitakami bị trúng ngư lôi quay trở về Singapore.
Trong một đợt tái trang bị kéo dài một tháng tại Singapore từ giữa tháng 3 đến giữa tháng 4, nó được bổ sung thêm vũ khí phòng không. Trong tháng 5 và tháng 6, Shikinami thực hiện nhiều nhiệm vụ hộ tống giữa Singapore, Philippine và Palau. Trong một chuyến đi vận chuyển binh lính đến Biak như là soái hạm của Đô đốc Naomasa Sakonju, Shikinami chịu đựng một cuộc không kích bắn phá, khiến các quả mìn sâu của nó bốc cháy, nhưng được thả bỏ kịp thời trước khi phát nổ, nhưng cũng khiến hai người thiệt mạng và bốn người khác bị thương. Shikinami tiếp tục hộ tống các tàu bè đi lại giữa Singapore, Brunei và Philippine từ tháng 6 đến tháng 8, và đã cứu vớt những người còn sống sót từ chiếc tàu tuần dương Ōi bị trúng ngư lôi vào ngày 19 tháng 7. Đến ngày 12 tháng 9, sau khi rời Singapore cùng một đoàn tàu vận tải hướng về Nhật Bản, Shikinami trúng phải ngư lôi phóng từ tàu ngầm Mỹ USS Growler khi còn cách 440 km (240 hải lý) về phía Nam Hong Kong, ở tọa độ 18°16′B 114°40′Đ / 18,267°B 114,667°Đ. Tám sĩ quan cùng 120 thủy thủ đã được tàu khu trục Mikura, nhưng vị chỉ huy của nó, Thiếu tá Hải quân Takahashi, tử trận cùng con tàu.
Vào ngày 10 tháng 10 năm 1944, Shikinami được rút khỏi danh sách Đăng bạ Hải quân.

## Danh sách thuyền trưởng
- Trung tá Ruitaro Fujita (sĩ quan trang bị trưởng): 5 tháng 9 năm 1929 - 1 tháng 11 năm 1929
- Trung tá Ruitaro Fujita: 1 tháng 11 năm 1929 - 1 tháng 12 năm 1931
- Trung tá Hisao Ikeda: 1 tháng 12 năm 1931 - 15 tháng 11 năm 1932
- Thiếu tá Katsuhei Nakamura: 15 tháng 11 năm 1932 - 15 tháng 11 năm 1933
- Trung tá Hachiro Naotsuka: 15 tháng 11 năm 1933 - 28 tháng 4 năm 1934
- Trung tá Shunji Izaki: 28 tháng 4 năm 1934 - 15 tháng 11 năm 1934
- Thiếu tá Yasuo Sato: 15 tháng 11 năm 1934 - 1 tháng 12 năm 1936; thăng Trung tá 15 tháng 11 năm 1935
- Trung tá Shigetaka Amano: 1 tháng 12 năm 1936 - 15 tháng 11 năm 1937
- Thiếu tá Tsuneo Orita: 15 tháng 11 năm 1937 - 5 tháng 10 năm 1938
- Lực lượng dự bị: 5 tháng 10 năm 1938 - 15 tháng 12 năm 1938
- Trung tá Iwata Yamamoto: 15 tháng 12 năm 1938 - 2 tháng 2 năm 1939
- Lực lượng dự bị: 2 tháng 2 năm 1939 - 20 tháng 7 năm 1939
- Thiếu tá Hajime Okawara: 20 tháng 7 năm 1939 - 25 tháng 1 năm 1940
- Thiếu tá Juichi Iwagami: 25 tháng 1 năm 1940 - 15 tháng 4 năm 1942; thăng Trung tá 15 tháng 10 năm 1941
- Thiếu tá Akifumi Kawahashi: 15 tháng 4 năm 1942 - 20 tháng 6 năm 1943
- Thiếu tá Shozou Michiki: 20 tháng 6 năm 1943 - 1 tháng 4 năm 1944
- Thiếu tá Tatsuhiko Takahashi: 1 tháng 4 năm 1944 - 12 tháng 9 năm 1944; tử trận, được truy thăng Trung tá